# Uli Borowka
Ulrich Ernst „Uli“ Borowka (* 19. Mai 1962 in Menden (Sauerland)) ist ein ehemaliger deutscher Fußballspieler und -trainer.

## Karriere
Borowka lernte zunächst den Beruf des Maschinenschlossers. In der Bundesliga war er für Borussia Mönchengladbach und Werder Bremen aktiv. Als Abwehrspieler absolvierte Borowka von 1981 bis 1996 insgesamt 388 Bundesligaspiele und erzielte 19 Treffer. Mit Werder Bremen wurde er 1988 und 1993 Deutscher Meister und 1991 und 1994 DFB-Pokalsieger. Höhepunkt seiner Karriere war der Gewinn des Europapokals der Pokalsieger 1991/92 mit Werder Bremen in Lissabon.
Der als „Eisenfuß“ bekannte Abwehrspieler – oder auch „die Axt“ genannt – war als besonders schuss- und zweikampfstark geschätzt und gefürchtet. Auch wenn sein fußballerisches Talent eher begrenzt war, galt er als einer der besten und im Zweikampf härtesten Verteidiger seiner Zeit. Borowka war auch für seinen Trashtalk bekannt. Olaf Thon erinnerte sich an sein Bundesligadebüt 1984 gegen Mönchengladbach: „Mein Gegenspieler war Uli Borowka und er empfing mich mit den Worten: ,Heute brech’ ich Dir beide Beine.'“ Derartiges ist aber nie eingetreten. Von seinen Fußballerkollegen wurde er einige Jahre hintereinander bei der „kicker“-Wahl zum unbeliebtesten Spieler der Liga gekürt.
1988 trug Borowka sechs Mal das Trikot der deutschen Nationalmannschaft und nahm an der Europameisterschaft in Deutschland teil, bei der er in allen vier Spielen der DFB-Elf zum Einsatz kam. Laut eigener Aussage besitzt er aus dieser Zeit sogar ein Trikot von Diego Maradona, auf den er in seinem ersten Länderspiel gegen Argentinien am 2. April 1988 traf. Nach der Europameisterschaft wurde Borowka vom Teamchef Franz Beckenbauer nicht mehr berücksichtigt. Allerdings gehörte er zu der deutschen Auswahlmannschaft der Olympischen Spiele 1988, blieb aber ohne Einsatz.
Nachdem er Werder Bremen 1996 verlassen musste und kurzzeitig in Berlin bei Tasmania Neukölln und Hannover 96 unter Vertrag gestanden hatte, wechselte Borowka Anfang 1997 zu Widzew Lodz und war damit der erste deutsche Fußballspieler in einer Profiliga im Gebiet des ehemaligen Ostblocks, der Ekstraklasa in Polen. Doch der Trainer Franciszek Smuda, mit dem er sich auf Deutsch verständigte, setzte ihn insgesamt nur achtmal ein. Wegen seines andauernden Alkoholkonsums verlängerte der Verein nach einer Saison Borowkas Vertrag nicht, woraufhin dieser 1998 seine aktive Karriere beendete.

## Nach Karriereende
Nach dem Ende der Karriere war Borowka wegen alkoholbedingter und familiärer Probleme Thema in Boulevardmedien. 1996 verursachte er einen Autounfall unter erheblichem Alkoholeinfluss.
Seit einer viermonatigen stationären Entziehungskur im Jahr 2000 lebt er abstinent. In einer Autobiografie „Volle Pulle. Mein Doppelleben als Fußballprofi und Alkoholiker“ hat er seine Karriere und Alkoholabhängigkeit verarbeitet. Borowka gründete auch einen Verein zur Suchtprävention und berät Spieler mit Suchtproblemen.
In den Jahren 1997, 2000, 2001 und 2003 arbeitete er als Trainer bei den Oberligisten FC Oberneuland, Berliner AK 07, Türkiyemspor Berlin. 2004 war er noch einmal bei Berliner AK 07 tätig.
Borowka hat mit der Bremer Punkband Dimple Minds eine Single mit dem Titel Barfuß oder Lackschuh aufgenommen.
Seit dem Jahr 2007 ist Borowka im Bereich Sportmarketing selbständig tätig und veranstaltet auch Jugend-Fußball-Camps.
Im Jahr 2024 hielt er einen Vortrag bei der Bremer Bürgerschaftsfraktion der rechtskonservativen Kleinpartei Bündnis Deutschland.
Borowka ist in zweiter Ehe verheiratet. Er ist Vater von drei Kindern (zwei Kinder aus erster Ehe und eine Tochter aus zweiter Ehe) und lebt in Hämelerwald bei Lehrte, Niedersachsen (Region Hannover).

## Erfolge
- Deutsche Fußballmeisterschaft: 1988 und 1993
- DFB-Pokal: 1991 und 1994
- Europapokal der Pokalsieger: 1992
- Polnische Fußballmeisterschaft: 1997

## Buch
- Uli Borowka, Alex Raack: Volle Pulle. Mein Leben als Fußballprofi und Alkoholiker. Edel Books, Oktober 2012, ISBN 978-3-8419-0179-8.